# Colostygia serpentinata
Colostygia serpentinata là một loài bướm đêm trong họ Geometridae.